# 니시키즈역
니시키즈역(일본어: 西木津駅, にしきづえき 니시키즈에키[*])은 일본 교토부 기즈가와시에 위치한 서일본 여객철도의 역이다.

## 역 구조
단식 승강장으로 1면 1선의 지상역이다. 봉선(棒線) 구조이기 때문에 기즈 방면 행과 교바시 방면 행의 쌍방이 동일한 승강장에 발착한다. 승강장 길이는 4량 분밖에 없지만 2010년 3월 14일 기즈역 ~ 도시샤마에역 간의 승강장으로 최대 7량까지 수용 가능하도록 연장하여, 7량으로 운전할 예정이다. 공사 자체는 2009년 7월에 완성된 상태이다.
이코카 및 제휴 IC 카드의 사용이 가능하며, 무인역으로 역사는 존재하지 않으며 자동 발매기와 자동 개찰기가 설치되어 있다.

## 역사
- 1952년 12월 1일: 개업.
- 1987년 4월 1일: 민영화에 의해 서일본 여객철도의 소속이 되었다.
- 2003년 11월 1일: 이코카의 사용이 개시되었다.

## 인접정차역
| 서일본 여객철도 가타마치 선 | 서일본 여객철도 가타마치 선 | 서일본 여객철도 가타마치 선 |
| --------------------------- | --------------------------- | --------------------------- |
| 기즈 방면                   | ■ 갓켄토시 선               | 호소노 교바시 방면          |